# Serge Gruzinski
Serge Gruzinski (Tourcoing, 5 novembre 1949) è uno storico francese.

## Biografia
Ex allievo dell'École nationale des chartes, in seguito membro dell'École française de Rome (1973-1975) e della Casa de Velázquez di Madrid. Direttore di studi presso l'École des hautes études en sciences sociales dal 1993, s'interessa alla colonizzazione dell'America e dell'Asia, in particolare alle esperienze coloniali come luogo di meticciato e di nascita di spazi ibridi e come prime manifestazioni della mondializzazione. È membro del comitato di redazione della rivista Gradhiva.
Recentemente è stato commissario della mostra Planète Métisse presso il Musée du quai Branly di Parigi.